# Maryam
Maryam es el sexto disco del grupo español de folk metal Saurom, el cual narra de forma metafórica la vida de Jesucristo. Fue lanzado el 3 de marzo de 2010.

## Integrantes de Saurom
- Miguel Ángel Franco Migue: voz
- Antonio Ruiz Donovan: batería
- Raúl Rueda Raulito: guitarra
- José A. Gallardo Josele: bajo
- Santiago L. Carrasco Santi: teclado
- Narci Lara Márquez Narci: guitarra, coros, gaita y flauta

## Coro "Nerta"

### Director
- Juan Luis Lorenzo Gómez

### Sopranos
- Lola Franco Ocaña
- Pilar Hernández Gil de Montes
- Carmen Panés Benítez
- Charo Rendón Macías
- Inmaculada Vela Sánchez

### Contraltos
- Matilde Benicio Martel
- Elena Gómez Saucedo
- Clotilde Gálvez Cuesta
- Mónica Padilla Daza

### Tenores
- Salvador Martínez Mainé
- Mario Benicio Nieto
- José Borrego García
- Israel García Gandolfo
- Juan Luis Lorenzo Gómez
- Jorge Garzón Moreno
- Manuel Jesús Roldán Hierro

### Bajos
- Paco HoButrón Vela
- Alejandro Rodríguez Rivero
- Jerónimo Moreno Martínez
- Daniel Fierro Cantero
- Luis García-Cernuda Sáiz
- César Serrano Domínguez

## Lista de canciones
| N.º | Título                                       | Duración |  |
| 1.  | «Irae Dei»                                   | 4:14     |  |
| 2.  | «Nebulosa»                                   | 3:37     |  |
| 3.  | «La última ceremonia»                        | 4:25     |  |
| 4.  | «Traiciona a tus ídolos»                     | 4:28     |  |
| 5.  | «Mentiras de seda pulcra»                    | 3:56     |  |
| 6.  | «Azogue en vergel»                           | 4:16     |  |
| 7.  | «Aciaga función»                             | 2:50     |  |
| 8.  | «Non culpa»                                  | 4:03     |  |
| 9.  | «Para siempre»                               | 4:15     |  |
| 10. | «Aquel paseo sin retorno»                    | 3.24     |  |
| 11. | «Lágrimas heladas»                           | 5:01     |  |
| 12. | «Stabat Mater dolorosa»                      | 4:30     |  |
| 13. | «Déjame su alma fraterna»                    | 0:57     |  |
| 14. | «Traiciona a tus ídolos» (versión acústica)  | 4:21     |  |
| 15. | «Mentiras de seda pulcra» (versión acústica) | 3:51     |  |
| 16. | «Aciaga función» (versión instrumental)      | 2:35     |  |
| 17. | «Lágrimas heladas» (versión instrumental)    | 3:05     |  |

- Datos: Q6003233